# Муканов, Александр Шарифович
Александр Шарифович Муканов (20 сентября 1927 — 7 марта 2007) — передовик советского сельского хозяйства, комбайнёр совхоза «Кривовский» Марксовского района Саратовской области, Герой Социалистического Труда (1958).

## Биография
Родился в 1927 году на территории Семипалатинской губернии в Казахстане, в казахской крестьянской семье.
В 1937 году вся семья переехала на постоянное место жительство в село Вознесенка Фёдоровского района Саратовской губернии. Когда старшие ушли на фронт, он 14-летним мальцом, как и многие его сверстники, остался вести трудовою битву — за урожай. Прошёл обучение в Марксовской школе механизации, получил профессию механизатор. В 1944 году был направлен на работы в новый совхоз «Кировский» Марксовского района. Стал работать на технике.
За время своей трудовой деятельности освоил все виды техники. Постоянно перевыполнял плановые задания. За 25 рабочих дней в уборочную пору 1958 года он сумел намолотить 12000 центнеров зерна.
Указом Президиума Верховного Совета СССР от 20 ноября 1958 года за успехи в деле развития сельского хозяйства и получение высоких показателей по производству продуктов сельского хозяйства Александру Шарифовичу Муканову было присвоено звание Героя Социалистического Труда с вручением ордена Ленина и медали «Серп и Молот».
С 1963 года работал в совхозе на должности инженера по технике безопасности.
Позже вышел на заслуженный отдых.
Проживал в селе Кировское. Умер в 2007 году. Похоронен на сельском кладбище.

## Память
- В 2010 году на Аллее Славы в городе Марксе Герою установлен бюст[2].

## Награды
За трудовые заслуги был удостоен:
- золотая звезда «Серп и Молот» (20.11.1958)
- орден Ленина (20.11.1958)
- Медаль «За освоение целинных земель» (20.10.1956)
- другие медали.